# Colosseum
Colosseum (italiensk: Colosseo) er et elliptisk amfiteater, som er beliggende i det centrale Rom nær Forum Romanum. Det er det største antikke amfiteater, der nogensinde er bygget, og er stadig det største stående amfiteater i verden på trods af dets alder. Konstruktionen blev påbegyndt af kejser Vespasian (r. 69–79) i år 70 e.Kr. og fuldført under hans søn Titus (r. 79–81) i år 80. Yderligere ændringer og modifikationer blev foretaget under kejser Domitians (r. 81–96) regeringsperiode. De tre kejsere, der opførte Colosseum, er kendt som det Flaviske dynasti, og amfiteatret blev derfor senere kendt som det Flaviske Amfiteater (Latin: Amphitheatrum Flavium; italiensk: Anfiteatro Flavio) af senere klassikere og arkæologer på grund af dets tilknytning til dette dynasti.
Colosseum er bygget af travertin kalksten, tuf (vulkanisk sten), og murstensbeton. Det anslås at kunne have rummet mellem 50.000 til 80.000 tilskuere på forskellige tidspunkter i sin historie – med et gennemsnitligt publikum på omkring 65.000. Det blev brugt til gladiatorkampe og offentlige begivenheder, herunder dyrejagter, henrettelser, genopførelser af berømte slag og dramaer baseret på romersk mytologi, og kortvarige iscenesatte søslag. Bygningen holdt op med at blive brugt til underholdning i den tidlige middelalder. Den blev senere genbrugt til andre formål, såsom boliger, værksteder, kvarterer for en religiøs orden, en fæstning, et stenbrud og en kristen helligdom.
Selvom Colosseum er blevet betydeligt ødelagt af jordskælv og stentyve, der har taget spolia (=taget sten fra en gammel struktur og genbrugt til nybyggeri), er det stadig et velkendt symbol på det romerske kejserrige og blev optaget den 7. juli 2007 som et af de nye syv vidundere i verden. Det er en af Roms mest populære turistattraktioner og har forbindelser til den katolske kirke, da paven hvert år leder en fakkelbelyst "Korsvejsvandring" procession, der begynder i området omkring Colosseum på Langfredag. Colosseum er afbildet på den italienske version af 5 eurocent mønten.
Colosseum er en ellipse med ydre mål 188 X 156 meter. Der var 76 offentlige indgange – en til byens magistrater, en til kejseren og to til de optrædende. I dag er kun bygningens nordlige halvdel intakt. Bygningens skelet består af 80 store søjler, som er over 45 m høje.
I 500-tallet blev en lille kirke bygget med arenaen som kirkegård. Det store jordskælv i 1349 påførte bygningen omfattende skader. Kirken Sant Agostino på Marsmarken fik sin facade i 1483 af travertin, en hård kalksten fra Colosseum.

## Navn
Det oprindelige latinske navn på bygningen var blot amphitheatrum ("amfiteater"). Selvom det moderne navn Flaviske Amfiteater (Latin: Amphitheatrum Flavium) ofte bruges, er der ingen beviser for, at det blev brugt i antikken. Dette navn henviser til patronatet fra det Flaviske dynasti, under hvis regeringer bygningen blev opført, men strukturen er bedre kendt som Colosseum. I oldtiden kan romerne have henvist til Colosseum med det uformelle navn Amphitheatrum Caesareum (hvor Caesareum som et tillægsord relateret til titlen Caesar), men dette navn kan have været rent poetisk, da det ikke var eksklusivt for Colosseum; Vespasian og Titus, bygherrerne af Colosseum, opførte også et Flavisk Amfiteater i Puteoli (nuværende Pozzuoli).
Navnet Colosseum menes at stamme fra en kæmpemæssig statue af Nero – på model af Kolossen på Rhodos. Den gigantiske bronzeskulptur af Nero som en solgud blev flyttet til sin placering ved siden af amfiteatret af kejser Hadrian (r. 117–138). Det latinske ord colosseum er dannet fra adjektivet colosseus, der betyder "kæmpemæssig" eller "kolossisk". Ved år 1000 var det latinske navn "Colosseum" blevet skabt for at henvise til amfiteatret fra den nærliggende "Colossus Solis" (statuen af Nero).
Stavemåden blev undertiden ændret i middelalderens latin: coloseum og coliseum stammer fra henholdsvis det 12. og 14. århundrede. I det 12. århundrede blev strukturen gengivet som amphitheatrum colisei ("Amfiteateret af Colossus"). I højmiddelalderen er det Flavianske amfiteater attesteret som det sene 13. århundredes gammelfranske: colosé, og i middelfransk som: colisée i begyndelsen af det 16. århundrede, på hvilket tidspunkt ordet kunne anvendes på enhver form for amfiteater. Fra middelfransk: colisée afledte det middelengelske: colisee, i brug fra midten af det 15. århundrede. På samme måde er det italienske: colosseo, eller coliseo, attesteret som henvisende først til amfiteateret i Rom, og derefter til enhver form for amfiteater (som italiensk: culiseo i 1367). I 1460 eksisterede et lignende på catalansk: coliseu; og i 1495 var det spanske: coliseo dukket op, og i 1548 det portugisiske: coliseu.
Den tidligste henvisning til navnet Colosseum i det tidlig moderne engelske sprog er i oversættelsen fra 1600, foretaget af Philemon Holland, af Bartolomeo Marlianis "Urbis Romae topographia", som han brugte i forberedelsen af sin oversættelse af Livius "Ab Urbe Condita Libr". Teksten angiver: "Dette amfiteater blev almindeligvis kaldt Colosseum, af Neroes Colossus, som blev opstillet i Neros hus' portikus." På tilsvarende måde skrev John Evelyn, der oversatte det middelfranske navn: "le Colisée": "Og det er virkelig en form for mirakel at se, at Colosseum … og utallige andre strukturer, som synes at være bygget til evigheden, i øjeblikket er så forfaldne og forarmede."

### Relateret til statuen Kolossen af Nero
Efter Neros (r. 54–68) selvmord og borgerkrigene i Året med de Fire Kejsere blev Neros kolossstatue omformet af den fordømte kejsers efterfølgere til at ligne Helios (Sol) eller Apollo, solguden, ved at tilføje den passende solkrone. Den blev derefter almindeligvis omtalt som "Colossus solis". Neros hoved blev også udskiftet flere gange med hovederne på efterfølgende kejsere. På trods af dens hedenske forbindelser forblev statuen stående langt ind i middelalderen og blev tillagt magiske kræfter. Kejseren Konstantin den Store (r. 306–337) omformede statuens ansigt til sit eget.
I det 8. århundrede fejrede et epigram, tilskrevet den ærværdige engelske munk Beda, den symbolske betydning af statuen i en profeti, der forskelligt citeres: Quamdiu stat Colisæus, stat et Roma; quando cadet colisæus, cadet et Roma; quando cadet Roma, cadet et mundus ("så længe Colosæum står, vil Rom stå; når Colosæum falder, vil Rom falde; når Rom falder, falder verden"). Dette bliver ofte fejlagtigt oversat til at henvise til Colosseum i stedet for Colossus (som f.eks. i Byrons digt "Childe Harold's Pilgrimage"). Imidlertid blev det på det tidspunkt, hvor Pseudo-Beda skrev, det maskuline navneord coliseus anvendt til statuen i stedet for amfiteatret.
Kolosstatuen faldt til sidst – muligvis blev den revet ned for at genbruge dens bronze. Statuen blev stort set glemt, og kun dens sokkel overlever: mellem Colosseum og det nærliggende tempel for Venus og Roma.

## Galleri
- Colosseum i 2021
- Colosseum og Konstantinbuen, set fra Palatinerhøjen
- Colosseum set indefra
- Set indefra
- Set indefra
- Colosseum om natten
- Siddepladser ved den østlige indgang
- Colosseum i 2013
- Colosseum set fra syd